# Надиевка (Харьковская область)
Надиевка (укр. Надіївка; до 2025 года — Надеждовка), село, Надеждовский сельский совет, Лозовский район, Харьковская область, Украина.
Код КОАТУУ — 6323982501. Население по переписи 2001 года составляет 537 (255/282 м/ж) человек.
Является административным центром Надеждовского сельского совета, в который, кроме того, входят сёла Приволье, Миролюбовка и Федоровка.

## Географическое положение
Село Надиивка находится на левом берегу реки Бритай в месте впадения в неё реки Попельна. Русло реки используется под Канал Днепр — Донбасс.
На противоположном берегу реки расположены сёла Богомоловка, Благодатное и Тихополье.

## История
- 1900 — дата основания.
- 2025 — село переименовали с Надеждовка на Надиивка

## Объекты социальной сферы
- Школа.
- Надеждовский фельдшерско-акушерский пункт.
- Почтовый узел связи.

## Интересные факты
- На территории села, в братской могиле похоронен советский поэт Д. Алтаузен (1907—1942), погибший 25 мая 1942 года в неудавшемся наступлении в районе Изюм—Барвенково—Лозовая.